# Nanniresthenia
Nanniresthenia is een geslacht van wantsen uit de familie van de Miridae (Blindwantsen). Het geslacht werd voor het eerst wetenschappelijk beschreven door José Cândido de Melo Carvalho in 1961.

## Soorten
Het genus bevat de volgende soorten:

- Nanniresthenia cinnamomea (Berg, 1878)
- Nanniresthenia cordobensis Carvalho & Carpintero, 1987
- Nanniresthenia fuegiana (Berg, 1895)
- Nanniresthenia golbachi Carvalho & Carpintero, 1991
- Nanniresthenia heteromorpha Carvalho & Carpintero, 1990
- Nanniresthenia minor Carvalho & Carpintero, 1991
- Nanniresthenia peruana Carvalho, 1961
- Nanniresthenia rodeana Carvalho & Carpintero, 1990